# Крекінг-установка в Джамнагарі
Крекінг-установка в Джамнагарі — виробництво нафтохімічної промисловості в західному індійському штаті Гуджарат, на узбережжі затоки Кач. Найбільша піролізна установка, сировиною для якої слугують гази нафтопереробки (refinery off-gas cracker, ROGC).
У Джамнагарі розташований найпотужніший у світі нафтопереробний комплекс компанії Reliance Industries (RIL), котрий станом на середину 2010-х мав проектний показник на рівні 60 млн тонн нафти на рік при фактичній переробці до 70 млн тонн. Під час його роботи утворюється велика кількість супутніх газів, вилучені з яких етан та пропан вирішили використовувати для виробництва олефінів. Контракт на спорудження нового виробництва отримала в 2012 році відома французька компанія Technip, а введення в експлуатацію припало на початок січня 2018 року.
Установка парового крекінгу повинна забезпечити випуск 1365 тисяч тонн етилену та 154 тисяч тонн пропілену на рік. В подальшому перший із названих олефінів буде використовуватись для виробництва моноетиленгліколю (700 тисяч тонн) та поліетилену (900 тисяч тонн), тоді як інший полімеризуватиметься у поліпропілен.
Можливо відзначити, що піролізна установка стала лише частиною реалізованого в Джамнагарі у 2010-х роках інвестиційного плану вартістю 16 млрд доларів США, який включав різноманітні нафтохімічні виробництва.